# Elisabeth Haich
Elisabeth Haich, (hongrois) Haich Erzsébet (20 mars 1897 - 31 juillet 1994 en Suisse) pianiste hongroise de renom, sculpteur, mère de famille mais surtout enseignante dans le domaine spirituel et auteure de plusieurs livres sur le sujet.
Après ses études à l'académie des Arts de Budapest, elle réalise plusieurs œuvres monumentales dans la ville. En 1948, elle quitte Budapest avec l'idée d'émigrer en Amérique. Elle s'arrête en Suisse.
Elle fonde après la Seconde Guerre mondiale la première école de yoga en Europe, d'abord à Zurich puis à Ponte-Tresa dans le sud du Tessin, à la suite de révélations intérieures.
Jusqu'à un âge avancé, elle mène des conférences et enseigne le yoga à Zurich en collaboration avec Selvarajan Yesudian arrive en Hongrie en 1937.
Son livre le plus connu, Initiation, narre l'histoire dramatique de sa vie antérieure, dans l'Ancienne Égypte en 4500 av. J.-C. et son apprentissage avec le grand prêtre Ptahhotep.
Son livre, La Sagesse du Tarot, est basé sur les images du jeu de cartes d'Oswald Wirth (certaines couleurs sont toutefois différentes pour certains détails). Il traite des archétypes du développement humain, chacun identifiant son archétype et sa signification.
Maîtrise de la force sexuelle par le yoga identifie comment l'énergie sexuelle, lorsqu'elle est contenue, se construit parmi les chakras, faisant bouillir l'ignorance qui les sépare, les réveillant finalement et rendant possible l'illumination spirituelle.
Elisabeth Haich a prétendu avoir atteint "l'ego-mort". Il a été décrit par ses disciples (dans les introductions de son livre) que : "son regard n'était pas le regard d'une personne, c'était le regard de l'infini, et il n'était pas aveugle à l'inconscience ou l'ignorance : un regard qui traverse l’inconscient, un regard très difficile à porter. "